# Jeciel Cedeño
Jeciel Jair Cedeño Benavides (Guayaquil, Ecuador; 3 de abril de 2000) es un futbolista ecuatoriano. Juega de centrocampista y su equipo actual es el Detroit City FC de la USL Championship estadounidense.

## Trayectoria
Cedeño entró a las inferiores del New York Red Bulls en 2018 proveniente del Barcelona SC. Jugó en el New York Red Bulls II en la temporada 2019.
El 27 de mayo de 2021, el centrocampista fichó en el Hartford Athletic de la USL Championship.

## Estadísticas
Actualizado al último partido disputado el 27 de mayo de 2023.
| Club                             | Div.          | Temporada     | Liga  | Liga  | Copas nacionales | Copas nacionales | Copas internacionales | Copas internacionales | Total | Total |
| Club                             | Div.          | Temporada     | Part. | Goles | Part.            | Goles            | Part.                 | Goles                 | Part. | Goles |
| -------------------------------- | ------------- | ------------- | ----- | ----- | ---------------- | ---------------- | --------------------- | --------------------- | ----- | ----- |
| New York RB II Estados Unidos    | 3.ª           | 2019          | 2     | 0     | —                | —                | —                     | —                     | 2     | 0     |
| New York RB II Estados Unidos    | Total club    | Total club    | 2     | 0     | 0                | 0                | 0                     | 0                     | 2     | 0     |
| Hartford Athletic Estados Unidos | 2.ª           | 2021          | 16    | 0     | —                | —                | —                     | —                     | 16    | 0     |
| Hartford Athletic Estados Unidos | 2.ª           | 2022          | 10    | 0     | 0                | 0                | —                     | —                     | 10    | 0     |
| Hartford Athletic Estados Unidos | 2.ª           | 2023          | 10    | 2     | 2                | 0                | —                     | —                     | 12    | 2     |
| Hartford Athletic Estados Unidos | Total club    | Total club    | 36    | 2     | 2                | 0                | 0                     | 0                     | 38    | 2     |
| Total carrera                    | Total carrera | Total carrera | 38    | 2     | 2                | 0                | 0                     | 0                     | 40    | 2     |